# آنژ لو استرات
آنژ لو استرات (فرانسوی: Ange Le Strat‎; ۱۸ فوریهٔ ۱۹۱۸ – ۸ دسامبر ۱۹۹۹) دوچرخه‌سوار اهل فرانسه بود.